# Robson Kumode
Robson Kumode Wodevotzky (Campinas, 10 de agosto de 1985) é um dublador e diretor de dublagem.
Doutor e Mestre em Comunicação e Semiótica pela PUC-SP. Bacharel em Rádio e TV pela Anhembi Morumbi. 
É mais conhecido em seu trabalho com dublagem, especialmente pelos personagens Sasuke Uchiha em Naruto, Yuuto Kido em Inazuma Eleven, Orphée de Lira em Saint Seiya, Kon de Bleach, e Hiro em Operação Big Hero.
Como Diretor de Dublagem, trabalhou em diversos títulos, incluindo os primeiros 112 episódios de Naruto Shippuden, e animações da Disney, como Raya e o Último Dragão, Encanto, Red - Crescer é uma Fera, Mundo Estranho, e Wish. Como Diretor de Audiodescrição, trabalhou em diversos filmes dos estúdios Disney (Disney, Pixar, Marvel, Lucas Film, e Fox). 
Atuou como locutor de diversos comerciais, como da bebida H20H e da faculdade Estácio de Sá. É a voz do Coelhinho da Duracell e do CB (novo Bahianinho) da Casas Bahia. 
Fez voz original para diversos personagens em animações e produções brasileiras, como o Tumtum da novela Cúmplices de Um Resgate (SBT), Gui em Zica e os Camaleões (TV Cultura), e James em Os Under-Undergrounds (Nickelodeon). 
Desenvolveu trabalhos experimentais com a produtora 8KA durante os anos de 2011 e 2012, dirigindo diversas webséries. Também dirigiu alguns curtas e videoclipes.
Foi indicado a Melhor Dublador de Protagonista no Prêmio Yamato de 2009 por seu trabalho como Sasuke Uchiha, em Naruto. Na edição de 2011, foi indicado a Melhor Dublador de Anime por sua interpretação de Kido, em Super Onze.

## Filmografia

### Voz original (produções brasileiras)
| Ano       | Título                                     | Papel                | Emissora               | Notas            |
| --------- | ------------------------------------------ | -------------------- | ---------------------- | ---------------- |
| 2010      | Kauan e Lenda das Águas                    | Kauan                | TV Escola              | Desenho animado  |
| 2014      | Zica e os Camaleões                        | Gui                  | TV Brasil / TV Cultura | Desenho animado  |
| 2014      | Patrulha Salvadora                         | Júpiter (computador) | SBT                    | Série            |
| 2015-2016 | Cúmplices de um Resgate                    | Tumtum (ratinho)     | SBT                    | Novela           |
| 2016      | Os Under-Undergrounds                      | James                | Nickelodeon            | Desenho animado  |
| 2018      | Hora do Rock                               | Fred                 | Globo play / Gloob     | Desenho animado  |
| 2018      | Clube da Anittinha                         | Renuvem              | Gloob                  | Desenho animado  |
| 2019      | Tuca, o mestre cuca                        | Tuca                 | TV Rá tim bum          | Desenho animado  |
| 2019      | Turma da Mônica Jovem                      | Jeremias             | Cartoon Network        | Desenho animado  |
| 2019      | Ninjin                                     | Moe Jr.              | Cartoon Network        | Desenho animado  |
| 2020-     | CB (Baianinho)                             | Casas Bahia          |                        | Comerciais de TV |
| 2022      | Menino Maluquinho                          | Yoshida              | Netflix                | Desenho animado  |
| 2024      | Perfekta: uma aventura da escola de gênios | Einstein             | Cinema / Globo Filmes  | Longa Metragem   |
| 2024      | Bustus e Ranhossés                         | Bustus               |                        | Desenho animado  |

### Dublagem
Seriados
- Abed Nadir (Danny Pudi) em Community
- Adam (Eka Darville) em Galera do Surf
- Brady (Mitchel Musso) em Par de Reis
- Billy (Nick Roux) em Jane by design
- Boone Clemens (Nick Jonas) em Scream Queens
- Chase (Sean Flynn) em Zoey 101
- Cole (Wesam Keesh) em Não Fui Eu
- Damien (Ezra Miller) em Californication
- Declan (Connor Paolo) em Revenge
- Dexter Adolescente (Devon Graye) em Dexter
- Dezmond "Dez" Hatfield Wade (Calum Worthy) em Austin & Ally
- Eddie Miller/Edison Sweet (Burkely Duffield) em Mistério de Anubis (2ª Temporada)
- Edgar (Joshua Fleming) em Minha Vida com Dereck
- Gabe (Nathan McLeod) em Life with Boys
- Gabe (Ryan Pinkston) em Tower Prep
- Glenn Rhee (Steven Yeun) em The Walking Dead
- Jack (Eddie Redmayne) em Os Pilares da Terra
- Justin Suarez (Mark Indelicato) em Ugly Betty
- Lance (Alex House) em Os Mistérios do Oráculo/Dark Oracle
- Lorenzo (Colin Ryan) em Leonardo
- Mitchel Musso em Prankstars, Disney Channel Games, Amigos Transformando o Mundo
- Monty Green (Christopher Larkin) em The 100
- Nolan (Derek Richardson) em Tratamento de Choque
- Nathan (Tyler Blackburn) em Normal Demais
- Nick Jonas em Jonas Brothers: Vivendo o Rock, Disney Channel Games (2008)
- Oliver Oken (Mitchel Musso) em Hannah Montana (substituindo Júlia Castro)
- Paxton Hall-Yoshida (Darren Barnet) em Eu Nunca...
- Pietro (Giorgio Belli) rm Luna Nera
- Rian em O Cristal Encantado - A Era da Resistência
- Robbie Shapiro (Matt Bennet)/Rex em Brilhante Victória
- Rocco/Roque (Iván Aragón) em Jungle Nest
- Scott McCall (Tyler Posey) em Teen Wolf (Sony)
- Tim Maddren em Hi-5
- Jonas Kahnwald (Louis Hofmann) em Dark
- Coelhinho da Duracell em comerciais da Duracell
- Marcus (Felix Mallard) em Ginny e Georgia
- Einar (Haraldur Stefansson) em Katla
- Pietro (Giorgio Belli) em Luna Nera
- Paxton (Darren Barnet) em Eu nunca
- Marcus (Benjamin Wadsworth) em Deadly Class
- Levi (Jake Borelli) em Grey's Anatomy
- Jean (Sonny Lindberg) em The rain
- Simon (Mark McKenna) em Um de nós está mentindo
- Syril Karn em Cassian Andor

Novelas e telenovelas
- Gur em Diário de Amigas
- Titan (Valentín Villafañe) em Sonha Comigo
- Nacho em Grachi 2
- Guga (Sebastian Vega) em Popland
- Sebastian Cura em Quase Anjos
- Esteban em 11-11 Na minha quadra nada se enquadra
- Tuntum Jardim / Falso Tuntum em Cúmplices de um Resgate
- Jorge Parra Ibáñez (Nicolás Mena) em Mar de amor

Animes e desenhos
- Hiro em Operação Big Hero e Operação Big Hero - A Série
- Milo Murphy em A Lei de Milo Murphy
- Voz adicional em Os Incríveis 2
- Pai em Flutuar
- Conselheiro Zé D em Soul
- Zuzo em Elena de Avalor
- Silas em Morko e Mali
- Mikey Monroe em Bunsen é uma Fera
- Jaco em Dragon Ball Z - O Renascimento de F
- Jaco em Dragon Ball Super
- Crick em Beat Bugs
- Boomer em Floogals
- Dudley em Nerds e Monstros
- Francis Scott Key Fitzgerald em Bungou Stray Dogs
- Ikoma em Kabaneri of the Iron Fortress: The Battle of Unato
- "N" em Pokémon: Aventuras em Unova
- Ritsu Kageyama em Mob Psycho 100
- Sasuke Uchiha em Naruto[4] e Naruto Shippuden
- Shouto Todoroki em My Hero Academia: 2 Heróis
- Mumen Rider/Cavaleiro Sem Licença em One Punch Man[7]
- Kon em Bleach
- Yamamoto em Twin Spica
- Jestro em Lego Nexo Knights
- Ruf, em Genma Wars
- Simão, em Histórias da Bíblia
- Tommy, em Beast Fighter, the Apocalypse
- Orfeu de Lira em Saint Seiya (Os Cavaleiros do Zodíaco)
- Dietrich em Trinity Blood
- Max em Max e Companhia
- Moses em Blood +
- Yuuto Kido em Super Onze
- Angelo em Angelo Rules
- Dharak em Bakugan: Os Invasores Gandelianos
- Gasparzinho em A Escola do Gasparzinho
- Jun em A Lenda do Dragão Milenar
- Steel em Max Steel 2013
- Jackson Jekyll / Holt Hyde e Invisi Billy em Monster High
- Thunderlane e Soarin em My Little Pony: Friendship is Magic
- Matt em Floopaloo
- Orestes em Silverwing
- Razar em A Lenda de Chima
- Crow Hogan em Yu-Gi-Oh! 3D: Vínculos Além do Tempo
- James Marshall em Os Under-Undergrounds
- Darrington em Blaze and the Monster Machines
- Flash Sentry em My Little Pony: Equestria Girls – A Lenda de Everfree (Substituindo Caio Guarnieri)
- Joey Adonis em As Escolhas de Chuck
- Din em Din e o dragão genial
- Sasuke em Boruto
- Chico Bon Bon em Chico Bon Bon: o macaquinho faz-tudo
- Mega Man em Mega Man: Potência Máxima
- Kite em Japão Submerso
- Pinky Malinky em Pinky Malinky
- Rian em O Cristal Encantado
- Usagi em As Crônicas de Usagi: o coelho samurai

Filmes
- Burkely Duffield em Mamãe Precisa Casar (Redublagem)
- Nicks (Kris Wu) em xXx: Reativado
- Kris (Trevor Jackson) em Let It Shine, um Filme Disney Channel!
- Bart (Matt Shively) em Como Criar o Garoto Perfeito
- Nate (Nick Jonas) em Camp Rock
- Nick Jonas em Jonas Brothers: Ao Vivo Cidade do Mexico
- James, em Anjolescentes
- Lance, em Os Mistérios do Oráculo
- Mould, em A Verdadeira História do Bicho Papão
- Slap, em Meu Último Desejo
- Feliz, em Expulso 2014
- Chuck (Frankie Muniz) em Mais Um Besteirol ao Extremo
- Eduardo Saverin (Andrew Garfield), em A Rede Social
- Alex/Destruidor (Lucas Till) em X-Men: Primeira Classe
- Benjamin (Jesse Einsenberg) em A Caçada
- Thomas (Melchior Beslon) em Paris, Te Amo
- Lenny (Jack Carpenter) em Ela e os Caras
- Mike (Chris Marquette) em Apenas Amigos
- D'Artagnan (Logan Lerman) em Os 3 Mosqueteiros
- Kevin (Ezra Miller) em Precisamos Falar Sobre o Kevin
- Jonah (Ezra Miller) em Uma Segunda Chance
- Colin Gray (Kyle Gallner) em Garota Infernal
- Brad (Sebastian Pigott) em Jogos Mortais - O Final
- Calen (Burkely Duffield) em Warcraft: O Primeiro Encontro de Dois Mundos
- Dude em Descendentes 2 e 3
- Zach (Fin Argus) em Clouds
- Jacob (Sten Yeun) em Minari
- Riff (Mike Faist) em West Side Story
- Tag (Darren Barnet) em Love Hard
- Ben (Lucas Hedges) em Ben Is Back
- Henrique V (Timothée Chalamet) em The King
- Grilo Falante (Joseph Gordon-Levitt) em Pinóquio

Jogos
- Azin, em Grand Chase
- Charlie Cole em Tom Clancy's Splinter Cell: Blacklist
- Sasuke Uchiha em Naruto Shippuden Ultimate Ninja Storm 4

### Direção

#### Dublagem
| Ano       | Título                                   | Produtora      | Notas                             | Ref.        |
| --------- | ---------------------------------------- | -------------- | --------------------------------- | ----------- |
| 2015      | Um Senhor Estagiário                     | Warner         | Cinema                            | [ 8 ] [ 9 ] |
| 2015      | O Agente da UNCLE                        | Warner         | Cinema                            | [ 8 ] [ 9 ] |
| 2015      | The Last – Naruto, o Filme               | Viz Media      | Cinema                            | [ 8 ] [ 9 ] |
| 2015      | Naruto Shippuden                         | Viz Media      | Série de animação (Ep 1-112)      | [ 8 ] [ 9 ] |
| 2015-2017 | Make It Pop                              | Nickelodeon    | Série de televisão (1ª temporada) | [ 8 ] [ 9 ] |
| 2016      | Sou Luna                                 | Disney Channel | Novela (1ª temporada)             | [ 8 ] [ 9 ] |
| 2016      | Cegonhas: A História que não te Contaram | Warner         | Cinema                            | [ 8 ] [ 9 ] |
| 2016      | Tini: Depois de Violetta                 | Disney Channel | Cinema                            | [ 8 ] [ 9 ] |
| 2017      | When We Rise: Quando Fazemos História    | Sony           | Minissérie                        | [ 8 ] [ 9 ] |
| 2017      | Descendentes 2                           | Disney Channel | Telefilme                         | [ 8 ] [ 9 ] |
| 2017      | Enrolados Outra Vez                      | Disney Channel | Série de animação                 | [ 8 ] [ 9 ] |
| 2017      | Minhoca do Futuro                        | Disney XD      | Série de animação                 | [ 8 ] [ 9 ] |
| 2018      | Paprika                                  | Disney Channel | Série de animação                 | [ 8 ] [ 9 ] |
| 2019      | A Dama e o Vagabundo                     | Disney+        | Cinema                            | [ 8 ] [ 9 ] |
| 2019      | American Son                             | Netflix        | Longa metragem                    | [ 8 ] [ 9 ] |
| 2019      | Descendentes 3                           | Disney Channel | Telefilme                         | [ 8 ] [ 9 ] |
| 2020      | O Resgate                                |                | Longa metragem                    | [ 8 ] [ 9 ] |
| 2020      | Dublin Murders                           | Starz Play     | Série de televisão                | [ 8 ] [ 9 ] |
| 2020      | Mira, a detetive do reino                | Disney Channel | Série de animação                 | [ 8 ] [ 9 ] |
| 2020      | Manual de caça a monstros                | Netflix        | Longa metragem                    | [ 8 ] [ 9 ] |
| 2021      | Raya e o Último Dragão                   | Disney+        | Cinema                            | [ 8 ] [ 9 ] |
| 2021      | Encanto                                  | Disney         | Cinema                            | [ 8 ] [ 9 ] |
| 2021      | Espíritos Obscuros                       | Fox            | Cinema                            | [ 8 ] [ 9 ] |
| 2021      | Luca                                     | Disney         | Cinema                            | [ 8 ] [ 9 ] |
| 2021      | Motherland: Fort Salem                   | Star+          | Série                             | [ 8 ] [ 9 ] |
| 2021      | Pequenos grandes heróis                  | Netflix        | Longa metragem                    | [ 8 ] [ 9 ] |
| 2021      | Magic Camp                               | Disney +       | Longa metragem                    | [ 8 ] [ 9 ] |
| 2021      | Clouds                                   | Disney +       | Longa metragem                    | [ 8 ] [ 9 ] |
| 2022      | Red, Crescer é uma Fera                  | Disney +       | Cinema                            | [ 8 ] [ 9 ] |
| 2022      | Amsterdan                                | Fox            | Cinema                            | [ 8 ] [ 9 ] |
| 2022      | Mundo Estranho                           | Disney         | Cinema                            | [ 8 ] [ 9 ] |
| 2022      | Avatar: o caminho da água                | Fox            | Cinema                            | [ 8 ] [ 9 ] |
| 2023      | Wish                                     | Disney         | Cinema                            | [ 8 ] [ 9 ] |

#### Audiodescrição
| Ano  | Título                                        | Produtora  | Notas                 | Ref.  |
| ---- | --------------------------------------------- | ---------- | --------------------- | ----- |
| 2016 | Rogue One: Uma História Star Wars             | Lucas Film | Cinema                | [ 8 ] |
| 2016 | Moana: Um Mar de Aventuras                    | Disney     | Cinema                | [ 8 ] |
| 2017 | Star Wars: Os Últimos Jedi                    | Lucas Film | Cinema                | [ 8 ] |
| 2017 | Viva: A vida é uma festa                      | Disney     | Cinema                | [ 8 ] |
| 2017 | Thor: Ragnarok                                | Marvel     | Cinema                | [ 8 ] |
| 2017 | Inhumans                                      | Marvel     | Série de televisão    | [ 8 ] |
| 2017 | Carros 3                                      | Pixar      | Cinema                | [ 8 ] |
| 2017 | Piratas do Caribe: A Vingança de Salazar      | Disney     | Cinema                | [ 8 ] |
| 2017 | Guardiões da Galáxia 2                        | Marvel     | Cinema                | [ 8 ] |
| 2017 | A Bela e a Fera                               | Disney     | Cinema                | [ 8 ] |
| 2018 | O Retorno de Mary Poppins                     | Disney     | Cinema                | [ 8 ] |
| 2018 | WiFi Ralph: Quebrando a Internet              | Disney     | Cinema                | [ 8 ] |
| 2018 | O Quebra-Nozes e os Quatro Reinos             | Disney     | Cinema                | [ 8 ] |
| 2018 | Christopher Robin: Um Reencontro Inesquecível | Disney     | Cinema                | [ 8 ] |
| 2018 | Homem-Formiga e a Vespa                       | Marvel     | Cinema                | [ 8 ] |
| 2018 | Os Incríveis 2                                | Pixar      | Cinema                | [ 8 ] |
| 2018 | Han Solo: Uma História Star Wars              | Lucas Film | Cinema                | [ 8 ] |
| 2018 | Vingadores: Guerra Infinita                   | Marvel     | Cinema                | [ 8 ] |
| 2018 | Uma Dobra no Tempo                            | Disney     | Cinema                | [ 8 ] |
| 2018 | Pantera Negra                                 | Marvel     | Cinema                | [ 8 ] |
| 2019 | Star Wars: A Ascensão Skywalker               | Lucas Film | Cinema                | [ 8 ] |
| 2019 | Frozen 2                                      | Disney     | Cinema                | [ 8 ] |
| 2019 | Malévola: Dona do Mal                         | Disney     | Cinema                | [ 8 ] |
| 2019 | Link Perdido                                  | Fox        | Cinema                | [ 8 ] |
| 2019 | O Rei Leão                                    | Disney     | Cinema                | [ 8 ] |
| 2019 | Toy Story 4                                   | Pixar      | Cinema                | [ 8 ] |
| 2019 | Aladdin                                       | Disney     | Cinema                | [ 8 ] |
| 2019 | Vingadores: Ultimato                          | Marvel     | Cinema                | [ 8 ] |
| 2019 | Dumbo                                         | Disney     | Cinema                | [ 8 ] |
| 2019 | Capitã Marvel                                 | Marvel     | Cinema                | [ 8 ] |
| 2019 | Vidro                                         | Fox        | Cinema                | [ 8 ] |
| 2020 | Dois Irmãos: Uma Jornada Fantástica           | Disney     | Cinema                | [ 8 ] |
| 2020 | Mulan (2020)                                  | Disney     | Cinema                | [ 8 ] |
| 2020 | Soul                                          | Pixar      | Cinema                | [ 8 ] |
| 2021 | Raya e o Último Dragão                        | Disney     | Cinema                | [ 8 ] |
| 2021 | Free Guy                                      | Fox        | Cinema                | [ 8 ] |
| 2021 | O Mensageiro do último dia                    | Fox        | Cinema                | [ 8 ] |
| 2021 | Morte no Nilo                                 | Fox        | Cinema                | [ 8 ] |
| 2021 | Os novos mutantes                             | Marvel     | Cinema                | [ 8 ] |
| 2021 | Amor, sublime amor                            | Fox        | Cinema                | [ 8 ] |
| 2021 | Eternos                                       | Marvel     | Cinema                | [ 8 ] |
| 2021 | Os olhos de Tammy Faye                        | Fox        | Cinema                | [ 8 ] |
| 2021 | O último duelo                                | Fox        | Cinema                | [ 8 ] |
| 2021 | Ron bugado                                    | Fox        | Cinema                | [ 8 ] |
| 2021 | Shan-chi e a lenda dos 10 anéis               | Marvel     | Cinema                | [ 8 ] |
| 2021 | A casa sombria                                | Fox        | Cinema                | [ 8 ] |
| 2021 | Jungle cruise                                 | Disney     | Cinema                | [ 8 ] |
| 2021 | Viúva negra                                   | Marvel     | Cinema                | [ 8 ] |
| 2021 | King's man: a origem                          | Fox        | Cinema                | [ 8 ] |
| 2021 | Espíritos obscuros                            | Fox        | Cinema                | [ 8 ] |
| 2021 | Luca                                          | Pixar      | Cinema                | [ 8 ] |
| 2021 | Cruella                                       | Disney     | Cinema                | [ 8 ] |
| 2021 | Nomadland                                     | Fox        | Cinema                | [ 8 ] |
| 2022 | O beco do pesadelo                            | Fox        | Cinema                | [ 8 ] |
| 2022 | Red, crescer é uma fera                       | Pixar      | Cinema                | [ 8 ] |
| 2022 | Lightyear                                     | Pixar      | Cinema                | [ 8 ] |
| 2022 | Pantera Negra: Wakanda Para Sempre            | Marvel     | Cinema                | [ 8 ] |
| 2022 | Amsterdan                                     | Fox        | Cinema                | [ 8 ] |
| 2022 | Doutor Estranho no Multiverso da Loucura      | Marvel     | Cinema                | [ 8 ] |
| 2022 | Avatar: o caminho da água                     | Fox        | Cinema                | [ 8 ] |
| 2023 | Os Banshees de Inisherin                      | Fox        | Cinema                | [ 8 ] |
| 2023 | Império da luz                                | Fox        | Cinema                | [ 8 ] |
| 2023 | Titanic                                       | Fox        | Cinema (relançamento) | [ 8 ] |

## Direção audiovisual
3 curtas, alguns videoclipes e desenvolveu um projeto de webséries com a produtora 8KA.
Com o curta "Sônia" foi premiado no 12º Concurso Internacional de Curtas-Metragem em Madrid e indicado para o XVI Gramado Cine Video como melhor curta experimental.
A websérie "#E_VC?" foi considerada pela MTV como uma das 5 melhores webséries de 2011 e foi premiada como melhor produção docu-drama no LAWeb Fest 2013, o maior festival de webséries do mundo, em Los Angeles.